# إقرار

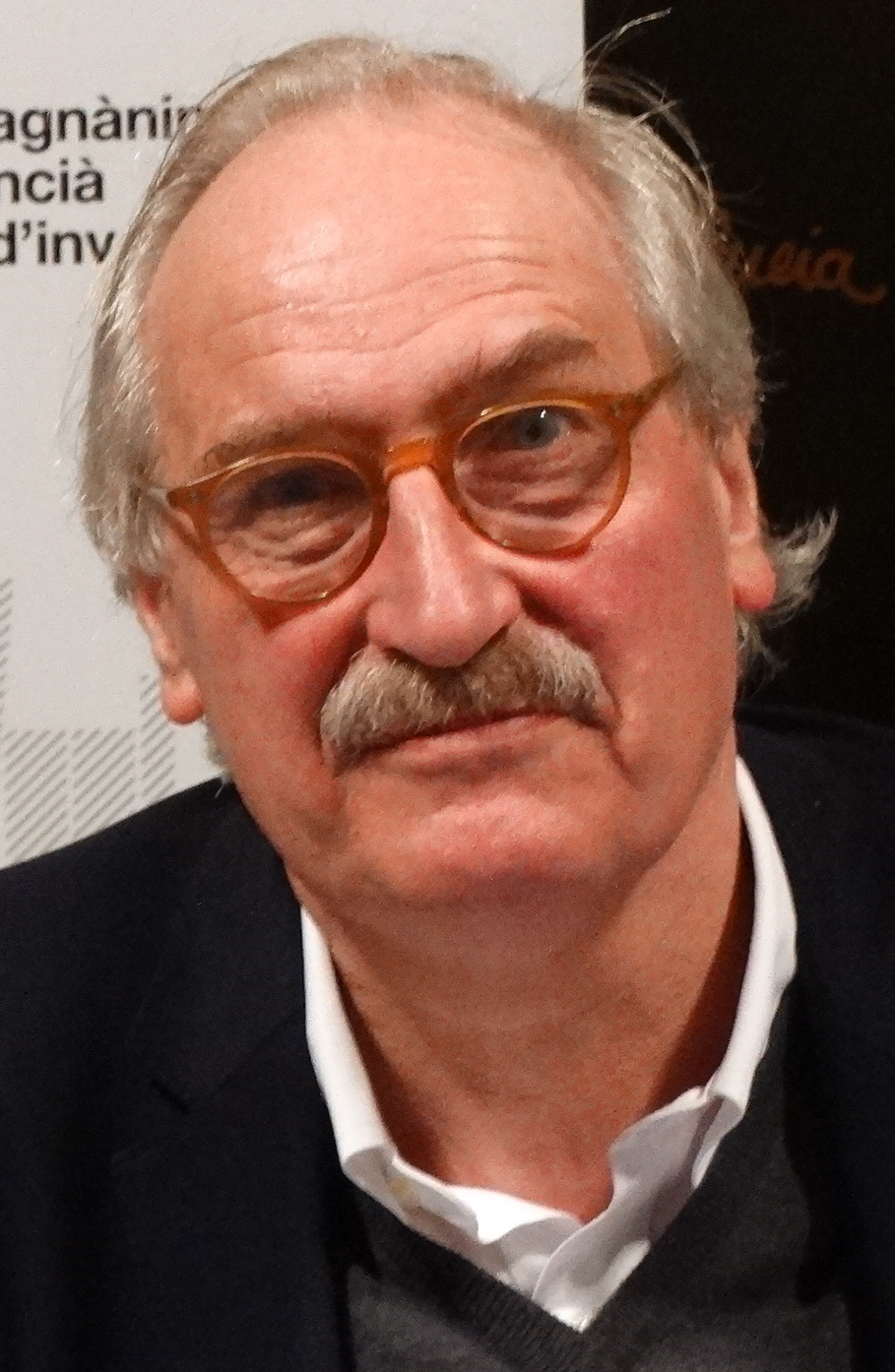
عالم الاجتماع الألماني أكسل هونيث، المعروف بنظرياته حول أهمية الإقرار.

الإقرار في علم فروع الفقه يدخل ضمن أحكام المعاملات، ومعناه لغة: الإثبات من قر يقر إذا ثبت، وبالمعنى الشرعي هو: إخبار خاص عن حق سابق على المخبر، فإن كان الإخبار بحق له على غيره؛ فهو دعوى، وإن كان الإخبار بحق لغيره على غيره؛ فهو شهادة، وإن كان الإخبار عاما عن محسوس فهو الرواية، فإن كان الإخبار عن حكم شرعي فهو الفتوى. وأصله قبل الإجماع أدلة من الكتاب والسنة فمنها: قوله تعالى ﴿شهداء لله ولو على أنفسكم﴾ قال علماء التفسير: شهادة المرء على نفسه هي الإقرار، وخبر الشيخين: «اغد يا أنيس إلى امرأة هذا فإن اعترفت فارجمها». ويصح الإقرار من مطلق التصرف أي: المكلف الرشيد.

## أركان الإقرار
أركان الإقرار أربعة: مقر ومقر له ومقر به وصيغة.
1. المقر وهو: الذي أقر لغيره بحق.
2. المقر له وهو: أقر له غيره بحق.
3. المقر به وهو: الحق الذي يكون الإقرار به.
4. الصيغة مثل: قول المقر: لفلان علي كذا.[2]

### أنواع الإقرار
الإقرار بالنسبة للمقر له نوعان: إقرار بحق من حقوق الله، أو بحق لآدمي، فالإقر بحق الله مثل: الإقرار بارتكاب ما يوجب الحد، فمن أقر عند الحاكم الشرعي بارتكاب ما يوجب الحد؛ أقام عليه الحاكم الحد بموجب إقراره به؛ لأن مهمة الحاكم إقامة الحدود والحكم بحسب الظاهر، لكن الأفضل لمن ارتكب حدا أن يستتر بستر الله ويتوب من ذنبه، ولو رجع عن الإقر بحق من حقوق الله؛ قبل الجاكم منه ذلك؛ لما ورد في حديث ماعز: «هلا تركتموه».
أما الإقرار بحق آدمي فلا يصح الرجوع فيه عن الإقرار به، فلو أقر لشخص بمال، ثم كذب نفسه عند الحاكم بعد إقراره به؛ لم يقبل منه الحاكم هذا الرجوع؛ لأن حقون الخلق مبنية على المشاحة (المقاصاة) بخلاف حقوق الله فإنها مبنية على المسامحة.

## الإقرار بمجهول
الإقرار بمجهول هو أن يقر شخص لغيره بحق بوجه عام من غير تحديد، مثاله: أن يقر لشخص معين بمال أو يقول له علي مبلغ من المال أو له علي دين أو نحو ذلك. ويبنى الإقرار بمجهول على قاعدة فقهية مفادها: «من أقر بمجول؛ رجع إليه في بيانه» أي: طولب بالبيان. وصيغة الإقرار حينئذٍ صحيحة ويكون الإقرار صحيحا، ويطالب المقر بالبيان لما أقر به، وإذا أقر عند القاضي لشخص معين بقوله: له عندي مال؛ طالبه الحاكم بأن يوضح: ما هو؟ وكم هو؟ فإذا امتنع أجبره الحاكم على البيان، فإذا بين كم هو، بأن يحدد عددا بما يعد مالا -ولو يسيرا-؛ طولب بموجبه.